# Cryptophlebia
Cryptophlebia is een geslacht van vlinders van de familie bladrollers (Tortricidae), uit de onderfamilie Olethreutinae.

## Soorten
- C. amblyopa Clarke, 1976
- C. aniacra Diakonoff, 1983
- C. aphos Diakonoff, 1983
- C. apicinudana (Mabille, 1900)
- C. atrilinea Clarke, 1976
- C. batrachopa (Meyrick, 1908)
- C. caeca Diakonoff, 1969
- C. callosoma Clarke, 1976
- C. carpophagoides Clarke, 1951
- C. cartarica Diakonoff, 1984
- C. citrogramma Clarke, 1976
- C. cnemoptila (Meyrick, 1930)
- C. colasi Guillermet, 2006
- C. cortesi Clarke, 1987
- C. chaomorpha (Meyrick, 1929)
- C. destrumeli Guillermet, 2006
- C. distorta (Hampson, 1905)
- C. dolichogonia Diakonoff, 1988
- C. ecnomia Diakonoff, 1974
- C. encarpa (Meyrick, 1920)
- C. etiennei Diakonoff, 1974
- C. eutacta Diakonoff, 1988
- C. farraginea (Meyrick, 1931)
- C. gaetani Guillermet, 2006
- C. gomyi Guillermet, 2004
- C. hemitoma Diakonoff, 1976
- C. hemon Diakonoff, 1983
- C. horii Kawabe, 1987
- C. illepida (Butler, 1882)
- C. iridoschema Bradley, 1962
- C. iridosoma (Meyrick, 1911)
- C. isomalla (Meyrick, 1927)
- C. leucotreta (Meyrick, 1913)
- C. macrogona Diakonoff, 1988
- C. macrops Diakonoff, 1959
- C. melanopoda Diakonoff, 1983
- C. micrometra Diakonoff, 1976
- C. moriutii Kawabe, 1989
- C. nannophthalma Diakonoff, 1976
- C. nota Kawabe, 1978
- C. notopeta Diakonoff, 1988
- C. nythobia Clarke, 1971
- C. ombrodelta (Lower, 1898)
- C. pallifimbriana Bradley, 1953
- C. peltastica (Meyrick, 1921)
- C. perfracta (Diakonoff, 1957)
- C. phaeacma (Meyrick, 1931)
- C. repletana (Walker, 1863)
- C. rhizophorae Vári, 1981
- C. rhynchias (Meyrick, 1905)
- C. saileri Clarke, 1987
- C. semilunana (Saalmüller, 1880)
- C. sigerui Kawabe, 1995
- C. socotrensis Walsingham, 1900
- C. strepsibathra (Meyrick, 1928)
- C. sumatrana (Diakonoff, 1957)
- C. thynchias (Meyrick, 1905)
- C. toxogramma (Meyrick, 1925)
- C. vitiensis Bradley, 1953
- C. williamsi Bradley, 1953
- C. yasudai Kawabe, 1972